# Trofeo Ilva-Coppa Mantegazza 1991
Trofeo Ilva-Coppa Mantegazza 1991 — жіночий тенісний турнір, що проходив на відкритих кортах з ґрунтовим покриттям Circulo Tennis Ilva Taranto в Таранто (Італія). Належав до турнірів 5-ї категорії в рамках Туру WTA 1991. Турнір відбувся вп'яте і тривав з 30 квітня до 5 травня 1991 року. Несіяна Емануела Зардо здобула титул в одиночному розряді й отримала 18 тис. доларів США.

## Фінальна частина

### Одиночний розряд
Емануела Зардо —  Петра Ріттер 7–5, 6–2
- Для Зардо це був єдиний титул в одиночному розряді за кар'єру.

### Парний розряд
Алексія Дешом /  Флоренсія Лабат —  Лаура Голарса /  Енн Гроссман 6–2, 7–5